# V699 Андромеды
V699 Андромеды (лат. V699 Andromedae) — одиночная переменная звезда в созвездии Андромеды на расстоянии (вычисленном из значения параллакса) приблизительно 9182 световых лет (около 2815 парсеков) от Солнца. Видимая звёздная величина звезды — от +11,37m до +11,14m.

## Характеристики
V699 Андромеды — красно-оранжевый гигант, пульсирующая медленная неправильная переменная звезда (LB) спектрального класса M-K. Радиус — около 60,06 солнечных, светимость — около 523,478 солнечных. Эффективная температура — около 3563 K.